# Kaz Hawkins
Kaz Hawkins (née en 1973), est une chanteuse et compositrice de blues et soul, présentatrice de radio, intervenante et activiste dans le domaine de la santé mentale. Née à Belfast, en Irlande du Nord, elle vit dorénavant en France et est signée sur le label Dixiefrog.

## Jeunesse
Kaz Hawkins est née et a grandi à Belfast. Elle aimait chanter à l'église et était influencée par sa grand-mère qui chantait à la maison. Dans sa jeunesse, elle a auditionné pour l'émission de télévision Opportunity Knocks, dont le directeur musical a dit à sa grand-mère de la laisser écouter Etta James . Elle a acheté une guitare acoustique en 2011 et l'utilise maintenant dans ses émissions pour sensibiliser à la santé mentale.

## Carrière
Kaz Hawkins a chanté dans des groupes de reprises pendant 20 ans afin de subvenir aux besoins de sa famille, avant de commencer à créer son propre répertoire.
Elle a sorti quatre albums studio, deux EP (plus disponibles), un album live (numérique uniquement) et un album de compilation exclusivement sur vinyle.
En 2017, elle a commencé à présenter une émission de blues sur BBC Radio Ulster, Kaz Hawkins Got The Blues, produite par Ralph McLean. Elle est également ambassadrice et membre honoraire de la UK Blues Federation. Fervente partisane de la sensibilisation à la santé mentale, elle a été ambassadrice de 2017-2019 pour l'association caritative de lutte contre la dépression en Irlande du Nord Aware NI. Elle a écrit pour cette associationet une chanson dont elle lui a fait don intitulée Don't Slip Away pour aider à lutter contre le suicide des jeunes en Irlande du Nord.
Militante pour la santé mentale, Kaz Hawkins a travaillé pour plusieurs associations caritatives au fil des ans. En tant qu'ambassadrice de Aware NI, elle a effectué des tournées et donné des conférences à l'Université de Boston. À la Florence Academy of Art (en) en Alabama, Kaz a donné des sessions spéciales où elle racontait l'histoire de sa vie en utilisant des mots et des chansons pour montrer comment la musique peut être utilisée comme outil pour promouvoir la santé mentale. À la suite de cette expérience, on lui a demandé de se joindre à un album d'artistes divers pour aider les enfants n'ayant pas accès aux arts en Alabama. Sur cet album, l'un des membres originaux de la Muscle Shoals Rhythm Section (en) David Hood, ainsi que les musiciens Clayton Ivey] et Will McFarlane accompagnaient des artistes internationaux sur des titres enregistrés en Alabama.
Kaz Hawkins a visité les prisons et les écoles de Beauvais, en France, à l'invitation du festival « Le Blues Autour Du Zinc ». Dans ce cadre, elle a souligné l'importance de la musique comme outil de récupération sur le chemin de la réinsertion. Après cette visite réussie, Kaz a été invitée à rencontrer et à se produire pour des patients dans un institut psychiatrique et un refuge pour femmes près de Limoges à l'invitation du festival « Le Buis Blues ».

## Récompenses
Kaz Hawkins a remporté le UK Blues Awards 2018 en tant qu'Artiste de Blues Nord-Irlandaise de l'Année. Elle était nommée dans quatre catégories - Female Vocalist, Songwriter, Personality et Northern Ireland Blues Act of the Year. Elle a été l'artiste la plus jouée de l'Independent Blues Broadcasters Association en 2017 et a été la première artiste britannique à gagner à l’European Blues Challenge, au Danemark en 2017,. Elle a été demi-finaliste à l'International Blues Challenge de la Fondation Blues, à Memphis en 2017,.
En 2016, Kaz Hawkins a remporté le prix de l'album de l'année dans le IBBA CHARTS (International Blues Broadcasters Association) ainsi que le 3e UK Blues Challenge (représentant le Royaume-Uni à Memphis et au Danemark)
Elle a été finaliste aux British Blues Awards en 2016, lauréate des Pure M Awards pour la meilleure vidéo 2016 pour This Is Me. En 2015, elle a reçu le Barry Middleton Memorial Award for Emerging Artist aux British Blues Awards. La même année, elle a remporté trois prix aux Pure M Awards. Elle a également été nommée au NI Music Prize en 2014, 2015 et 2016.

## Discographie

### Albums studio
- Get Ready (2014)[18]
- Feelin' Good (2017) Kaz Hawkins Band[19]
- Feelin' Good (2017) [20](USA Version)
- Don't You Know (2017)[21]
- Memories Of (2020)[22]

### Albums Live
- Live at The Park Avenue Feat. Sam York (2018)[23]
- Live in Brezoi 2024

### Albums de compilation
- The Collection on Vinyl (2018)

### Singles
- Better Days (2013)[24]
- On This Little Island (2020) Single - Mathis & Kaz (Earlybird Records, Germany)[25]
- Slow down (2024)
- Sail on (2024)

### Participations
- Shake (2014), titre 4 sur la compilation Various - The Best Of 2014[26] (Renommé Louder Sound)
- Let in Be (2015), titre 6 sur Simon Murphy - Let it Be
- Won't You Save My Soul (2019), single d'Eugene De Rastignac
- Something in the Water (2019), Divers artistes - Florence Academy of Fine Arts, États-Unis